# Édouard Kratz
Pour les articles homonymes, voir Kratz.
Jean-Louis-Édouard Kratz, né le 4 juillet 1803 à Strasbourg et mort le 18 janvier 1885 dans la même ville, est un notaire et un homme politique français. Il est président du directoire de l’Église de la Confession d'Augsbourg d'Alsace et de Lorraine (1872-1886).
Il fut maire de la ville de Strasbourg de 1848 à 1851. Demeuré en Alsace après la guerre de 1870, il fut de 1871 à sa mort, président du directoire et du consistoire supérieur de l’Église de la Confession d'Augsbourg d'Alsace et de Lorraine.

## Biographie
Jean Louis Édouard Kratz est le fils de Jean Kratz, médecin (1770-1806) et de Sophie Louise Schertz (1771-1806). À quatre ans, orphelin de père et de mère, il est recueilli et élevé par son oncle Isaac Haffner, doyen de la faculté de théologie protestante de Strasbourg. Il suit l'enseignement primaire et secondaire au Gymnase protestant de cette ville, puis s'inscrit à la faculté de droit. Il obtient sa licence en 1824, effectue un stage chez le notaire Zimmer et devient lui-même notaire le 27 septembre 1831. Il vend sa charge, démissionne et est nommé notaire honoraire dix ans plus tard, le 18 juillet 1841.
Il s'intéresse alors à la politique et est élu au conseil municipal de Strasbourg en juin 1843 par l'opposition libérale. La révolution de 1848 le propulse au premier plan. Élu membre du conseil général du Bas-Rhin où il sera reconduit jusqu'en 1870 et nommé adjoint au maire provisoire de Strasbourg après la proclamation de la République, il fait fonction de maire du 18 mai au 1er septembre 1848. Il est alors nommé maire en titre par le président du conseil Cavaignac. Il exerce cette fonction jusqu'au 12 mars 1851 où la dissolution de la Garde nationale de Strasbourg par le Prince-président l'amène à démissionner avec ses deux adjoints, tout en demeurant au conseil municipal. En janvier 1848, Kratz avait été élu au consistoire luthérien du Temple-Neuf, puis le 9 mars membre de la commission directoriale qui remplaçait provisoirement le Directoire de l'Église de la Confession d'Augsbourg balayé par la Révolution
Le 27 novembre 1850 Kratz est élu député de l'inspection du Temple-Neuf au Consistoire général et devient dès le 21 décembre l'un des deux délégués du consistoire général au directoire de l'Église de la Confession d'Augsbourg. Il sera régulièrement renouvelé à ce poste jusqu'en 1872. Bien que francophile, il demeure en Alsace après le traité de Francfort et l'annexion à l'Empire allemand et reste à son poste. Avec son collègue Frédéric Bruch, inspecteur ecclésiastique membre du directoire, il s'oppose vigoureusement au projet de réforme des structures de l'Église luthérienne voulu par le Gouverneur général Bismarck-Bohlen, qui aurait supprimé la prépondérance des éléments laïques dans les organes de l'Église et compromis l'influence dominante du libéralisme théologique. Soutenu par la conférence pastorale générale de juin 1871 et grâce au rappel de Bismarck-Bohlen, il obtient la maintien du statu quo. Sur la proposition du consistoire supérieur, il est nommé président du directoire de l'Église de la Confession d'Augsbourg d'Alsace et de Lorraine par ordonnance impériale et royale du 24 janvier 1872, en remplacement de Theo Braun qui avait opté pour la France et s'était réfugié dans le Midi. Il va administrer cette Église jusqu'à sa mort, assurant ainsi la transition du régime français au régime allemand, tout en maintenant pour l'essentiel le statut de 1802.
Jean Louis Édouard Kratz a également marqué la vie économique, sociale et culturelle de sa ville natale. Il a été administrateur de la caisse d’épargne et du bureau de bienfaisance de la ville. Par ailleurs il prit part à des concerts d’amateurs comme chanteur et instrumentiste, fut l’un des organisateurs des grandes fêtes musicales alsaciennes de 1830 à 1836, rendit au théâtre municipal son lustre d’antan et fut l’un des fondateurs des Amis des Arts. Il fut surtout à l’origine des collections de petits soldats de Strasbourg, dessinés, imprimés, peints et découpés. Il en peignit jusqu’à sa mort et forma des disciples. Sa collection, qui comprenait environ 24 000 figurines représentant des militaires français depuis Louis XVI jusqu'à Napoléon III, a été dispersée en 1964.
Il avait épousé à Strasbourg, le 16 septembre 1829, Marguerite Élise Rose Wartmann (1809-1893), fille d’un négociant strasbourgeois. Il en eut deux fils, Arthur Édouard Jean Louis (1831-1910), conseiller référendaire à la Cour des comptes à Paris, chevalier de la Légion d’honneur en 1863 et Alfred Ernest (1833-1907), directeur d’assurance à Strasbourg, ainsi qu’une fille, Louise Eugénie (1830-1857).